# Лун, краљ поноћи (стрип)
Лун, краљ поноћи је српски стрипски серијал у жанру технотрилера, заснован на истоименом серијалу рото-романа Митра Милошевића. Серијал је објављиван у раздобљу 1984-1987.

## Историјат
Подстакнути деценијска комерцијалним успехом серије рото-романа Лун, краљ поноћи иза чијег се псеудонима Фредерик Ештон крио српски писац Митар Милошевић, новосадски НИШРО „Дневник“ је произвео и стрипски серијал са истим јунаком. 
Прва свеска је изашла 1984, а тим су сачињавали искусни професионалци југословенског стрипа. Стрипски сценарији већином нису били адаптације романа, већ су засебно писани за ову прилику.
Међутим, тржишни услови за стрип у другој половини 1980-их били су у Југославији све лошији, а сам серијал није испунио очекивања да ће бити пословно равноправан са својим књижевним изворником. Последња, тридесета свеска објављена је 10. фебруара 1987.

## Аутори
Лик Луна и споредне ликове створио је Митар Милошевић (псеудоним Фредерик Ештон).
Сценарије за стрипове су писали Светозар Обрадовић, Миодраг Милановић и Петар Алаџић. 
Стрипове и насловне илустрације су цртали Славко Пејак, Радич Мијатовић, Маринко Лебовић, Миша Марковић, Стево Маслек, Љубомир Филипов, Ласко Џуровски, Ахмет Муминовић, Зекира Муминовић, Петар Радичевић, Адам Чурдињаковић и Б. Љубичић. Бранислав Керац је гостовао само на насловним странама.

## Стрипографија
1. Лун краљ поноћи — сценарио: Обрадовић; цртеж: Пејак, Мијатовић и Лебовић; насловна Бранислав Керац, 1984.
2. Опасне играчке — сценарио: Обрадовић; цртеж: Муминовић; насловна: Пејак и Мијатовић, 1984.
3. Бал вампира — сценарио: Обрадовић; цртеж: Мијатовић, Пејак и Лебовић; насловна: Мијатовић, Пејак и Лебовић, 1984.
4. Банда из замка — сценарио: Алаџић; цртеж: З. и А. Муминовић; насловна: Пејак и Мијатовић, 10. 10. 1984.
5. Операција ковчег — сценарио: Алаџић; цртеж: Муминовић; насловна: Пејак и Мијатовић, 10. 11. 1984.
6. Сам — смешна смрт — сценарио: Алаџић; цртеж: Пејак и Мијатовић; насловна: Пејак и Мијатовић.
7. Лажни Лун — сценарио: Милановић; цртеж: Муминовић; насловна: Пејак, Мијатовић, 10. 1. 1985.
8. Чувари блага — сценарио: Обрадовић; цртеж: Пејак; насловна: Пејак и Мијатовић.
9. Крађа плутонијума — сценарио: Обрадовић; цртеж: Муминовић; насловна: Марковић, 10. 5. 1985.
10. Лов на Луна — сценарио: Алаџић; цртеж: Муминовић; насловна: Пејак и Мијатовић.
11. Лун у Њујорку — сценарио: Милановић; цртеж: Лебовић; насловна: Марковић.
12. Последњи сведок — сценарио: Милановић; цртеж: Филипов, Џуровски; насловна: Марковић, 10. 6. 1985.
13. Црна краљица — сценарио: Алаџић; цртеж: Чурдињаковић.
14. Паликуће — сценарио: Алаџић; цртеж: Радичевић.
15. Отмица научника — сценарио: Алаџић; цртеж: Лебовић.
16. Зелена маска — сценарио: Алаџић; цртеж: Пејак; насловна: Пејак и Керац, 10. 10. 1985.
17. Златно око — сценарио: Милановић; цртеж: Чурдињаковић; насловна: Пејак.
18. Острво изгубљених девојака — сценарио: Обрадовић; цртеж: Марковић; насловна: Марковић.
19. Семе раздора — сценарио: Обрадовић; цртеж: Маслек; насловна: Керац.
20. Паклени Џеф — сценарио: Алаџић; цртеж: Лебовић; насловна: Лебовић.
21. Вурдакова моћ — сценарио: Милановић; цртеж: Маслек; насловна: Маслек.
22. Благо Амазоне — сценарио: Милановић; цртеж: Пејак; насловна: Пејак.
23. Компанија за убиства — сценарио: Милановић; цртеж: Чурдињаковић; насловна: Чурдињаковић.
24. Два минута панике — сценарио: Милановић; цртеж: Маслек; насловна: Маслек.
25. Плаћени убица — сценарио: Милановић; цртеж: Марковић; насловна: Марковић.
26. Тајна Копана — сценарио: Милановић; цртеж: Чурдињаковић; насловна: Чурдињаковић.
27. Амфитеатар смрти — сценарио: Милановић; цртеж: Љубичић; насловна: Љубичић.
28. Титани нападају — сценарио: Милановић; цртеж: Лебовић; насловна: Лебовић.
29. Црни барон — сценарио: Милановић; цртеж: Пејак; насловна: Пејак.
30. Командоси за Тамбелон — сценарио: Милановић; цртеж: Маслек; насловна: Маслек, 10. 2. 1987.